# رابطة كرة القدم اليابانية للمحترفين
رابطة كرة القدم اليابانية للمحترفين (باليابانية: 日本プロサッカーリーグ) هو دوري كرة القدم في اليابان للمحترفين، يعرف اختصارا ب: J.League. يتكون من دوري الدرجة الأولى J1، ودوري الدرجة الثانية J2، ودوري الدرجة الثالثة J3.
دوري الدرجة الأولى J1، هو واحد من أنجح البطولات في كرة القدم الآسيوية. برعاية، «ميجي ياسودا للتأمين على الحياة»، وبالتالي يعرف رسميا باسم، «دوري ميجي ياسودا للمحترفين».

الشعار السابق

## التاريخ

### قبل دوري المحترفين (خلال 1992)
قبل بداية الدوري الياباني لكرة القدم، كان أعلى مستوى في كرة القدم للأندية، هو دوري اليابان لكرة القدم (JSL)، الذي كان يتكون من أندية الهواة. على الرغم من حضورها الجيد خلال طفرة أواخر الستينيات، وأوائل السبعينيات، عندما فاز المنتخب الياباني بالميداليةالأولمبية البرونزية في ألعاب 1968، في المكسيك، تراجعت JSL في الثمانينيات، وذلك تمشياً مع الوضع المتدهور، في جميع أنحاء العالم. عدد المعجبين كان قليلًا، والأسباب ليست من أعلى مستويات الجودة، ولم يكن الفريق الوطني الياباني على قدم المساواة، مع القوى الآسيوية. ولرفع مستوى اللعب على المستوى المحلي، ولمحاولة كسب المزيد من المشجعين، وتقوية المنتخب الوطني، قرر الاتحاد الياباني لكرة القدم (JFA)، تشكيل دوري احترافي.
تم تشكيل دوري اتحاد كرة القدم للمحترفين، (J.League) في عام 1992، مع ثمانية أندية من دوري الدرجة الأولى JSL، وواحد من القسم الثاني، وشيميزو إس-بولس، التي تم تشكيلها حديثًا. في الوقت نفسه، غير JSL اسمه، وأصبح دوري اليابان لكرة القدم، وهو دوري شبه احترافي. على الرغم من أن (J.League) لم يتم إطلاقها رسميا، حتى عام 1993، إلا أن مسابقة كأس الدوري الياباني، قد عقدت بين الأندية العشرة في عام 1992، للتحضير لموسم الافتتاح.

### موسم الافتتاح، والازدهار (1993-1995)
بدأ J.League رسمياً موسمه الأول، بعشرة أندية في 15 مايو 1993، حيث استضاف فيردي مواساكي، (حاليا، طوكيو فيردي)، يوكوهاما مارينوس (حاليا، يوكوهاما مارينوس)، في أستاد كاسوميغاوكا الوطني.

### بعد الازدهار (1996-1999)
على الرغم من النجاح في السنوات الثلاث الأولى في أوائل عام 1996، انخفض معدل حضور الدوري بشكل سريع، تزامن مع الركود الاقتصادي في اليابان. في عام 1997، كان متوسط الحضور 10131، مقارنة بأكثر من 19000 في عام 1994. تم دمج يوكوهاما فلوغلس، مع يوكوهاما مارينوس، بسبب انسحاب أحد رعاتها الرئيسيين، مباشرة بعد أن أصبحوا الفائزين بكأس إمبراطور عام 1998، في 1 يناير 1999.

### تغيير البنية الأساسية، وتنسيقات الألعاب (1999-2004)
أدركت إدارة الدوري، أنهم يتجهون في الاتجاه الخاطئ. ومن أجل حل المشكلة، خرجت الإدارة بحلتين:
أولاً، أعلنوا رؤية (J.League) لمائة سنة، حيث يهدفون إلى إنشاء 100 نادي كرة قدم احترافي، في دولة اليابان، بحلول عام 2092، والذي سيكون الموسم المائة. شجعت الرابطة الأندية أيضا على الترويج للأنشطة الرياضية، والصحية، المتعلقة بكرة القدم، أو الحصول على رعاية محلية، وبناء علاقات جيدة مع مدنهم الأصلية على مستوى القاعدة الشعبية. اعتقدت الرابطة، أن هذا سيسمح للأندية بالربط مع مدنهم، وبلداتهم، والحصول على الدعم من الحكومة المحلية، والشركات، والمواطنين. بمعنى آخر، ستكون الأندية قادرة على الاعتماد على السكان المحليين، بدلاً من الرعاة الوطنيين الرئيسيين.
ثانياً، تم تغيير البنية التحتية للدوري، بشكل كبير في عام 1999. استحوذت الرابطة على تسعة أندية من نادي (JFLand) شبه المحترف، ونادي واحد من (J. League) لإنشاء نظام من قسمين. أصبحت البطولة الأولى في دوري الدرجة الأولى الياباني (J1) مع 16 ناديًا، بينما تم إطلاق دوري الدرجة الأولى الياباني (J2) بعشرة أندية في عام 1999. أما دوري اليابان لكرة القدم (سابقًا)، فقد أصبح الآن في المرتبة الثالثة في اليابان، في دوري كرة القدم.